# Gegantó Ós Baloo
El gegantó Ós Baloo és un gegantó de l'Escola Baloo del barri de Montbau de Barcelona. Construït l'any 2018 coincidint amb el 50è aniversari de la fundació de l'escola, representa la figura de l'ós del conte del Llibre de la Selva, del que l'escola n'ha tret el nom.
Juntament amb els altres dos gegantons de l'escola, el Jeroni i l'Harmonia, surten a la Rua del Carnestoltes del barri, i a les de Santa Eulàlia de Barcelona.